# 相続登記
相続登記（そうぞくとうき）とは、令和3年改正不動産登記法に基づき、相続人が自分のために不動産の所有権の移転を申請することを義務づけられた登記の通称である。

## 概要
相続登記とは、厳密には「所有権の登記名義人について相続の開始があったときは、当該相続により所有権を取得した者は、自己のために相続の開始があったことを知り、かつ、当該所有権を取得したことを知った日から3年以内に、所有権の移転の登記を申請しなければならない。遺贈（相続人に対する遺贈に限る）により所有権を取得した者も、同様とする。」（改正不動産登記法 76条の2第1項）の前段の規定による登記を指す。
登記手続きの結果として不動産登記簿に記載された事項から見ると、登記原因として相続と記載された所有権移転登記を言う。
令和3年改正不動産登記法 76条の2の施行日は令和6年4月1日である。相続登記の申請義務違反には罰則が定められた（改正不動産登記法 164条〈過料〉。本条の施行日も令和6年4月1日である）。
なお、「相続登記」という言葉は不動産登記法の中では定義されていない。

## 経緯
所有者不明土地の解消に向けて法整備がすすめられ、令和3年に民法・不動産登記法の改正が行われた。所管は法務省民事局。